# Stepne, Lebedîn
Stepne (în ucraineană Степне) este un sat în comuna Mîhailivka din raionul Lebedîn, regiunea Sumî, Ucraina.

## Demografie
Componența lingvistică a localității Stepne
     Ucraineană (100%)
Conform recensământului din 2001, toată populația localității Stepne era vorbitoare de ucraineană (100%).